# Scopula strigaria
Scopula strigaria là một loài bướm đêm trong họ Geometridae.